# Lengyel Boldizsár (hadvezér)
Lengyeltóthi Lengyel Boldizsár (fl. 1516 – 1549), hadvezér, országgyűlési követe, a szigligeti vár tulajdonosa, földbirtokos.

## Élete
A nemesi származású lengyeltóthi Lengyel családnak a sarja. Apja lengyetóti Lengyel László (fl. 1488–1525), somogyi követ, királyi táblai ülnök, földbirtokos, anyja Katalin asszony (fl. 1518). Fivérei lengyeltóti Lengyel János (fl. 1518–1531), királyi asztalnokmester, Habsburg Mária magyar királyné udvarmestere, valamint Lengyel Gáspár, földbirtokos. A szigligeti vár eredetileg Újlaki Lőrinc tulajdonosa volt. Újlaki halála után Tolnai Máté pannonhalmi apát, valamint Báthori István és György tiltakozása ellenére II. Lajos magyar király eladományozta a várat Lengyel Lászlónak és fiainak 1526-ban.
Lengyel Boldizsár fiatal korától fogva a török ellen harcolt. 1531. március 19-én Bélavárott, november 1-én Zákányban tartott „országgyűlésen” is részt vettek a Lengyel fivérek, köztük Lengyel Boldizsár is. 1532-ben, amikor a török haderő ismét Magyarországra támadt a Lengyelek ellenük harcoltak. Lengyel Boldizsár ekkor Siklós alatt a törökök fogságába is esett. Testvére, Lengyel János Szapolyai János bizalmi emberének, Nádasdy Tamásnak a közbenjárását kérte. Ezután sikerült Lengyel Boldizsárt kiváltani a török fogságból. Török Bálint 1534 és 1536 között fegyverrel elfoglalta a tóti Lengyel család szigligeti várát. A vár 1543-ban történő visszaszerzése után Lengyel Gáspár és Boldizsár fiai hosszasan pereskedtek érte. Más foglalásai is voltak Török Bálintnak a Lengyel javakból. Ez derült ki Lengyel Gáspár 1543-ból való Török Bálint elleni keresetéből. Török Bálint ugyanis a mohácsi csatavesztés után elfoglalta a Lengyelektől Fonyódot, Bézsenyt, Németszentgyörgyöt, valamint Szigligetet és környékét.
Az 1536-os dikajegyzék szerint Lengyeltóti Lengyel Boldizsár, míg Fonyód a két testvér, Gáspár és Boldizsár birtokában volt. Gyugy Boldizsáré volt közösen kaposmérei Mérey Mihállyal. Kisberény is Boldizsár birtokában szerepelt. Buzsák, Csömend, Hedrehely, Somogyfajsz, Felső és Alsó-Ugal, valamint Tab még a velük rokon Fajszy család, míg Osztopán, Somogytúr részei az osztopáni Zöld család kezében voltak. 1550-ben már Sávoly, Közép-Tikos, Somogyaszaló és Ropoly is Lengyel Boldizsár tulajdonában szerepelt. Nem részletezzük itt a Lengyelek akkori birtokait, hanem idézzük Kanyar József Harminc nemzedék vallomása Somogyról című kötetben a Lengyelekkel kapcsolatban szereplő adatait. Ezek szerint a tóti Lengyel család 1534-ben 35 falu és 315 porta birtokosa volt Somogyban. Szigliget vára és birtoka pedig 1543-tól került vissza újra Török Bálint feleségétől Lengyel Boldizsár birtokába.
Lengyel Boldizsár 1544-ben az úgynevezett fácánosi részen felépítette a fonyódi úgynevezett Alsóvárat. Ez gyakorlatilag a falu Árpád-kori templomának sánccal és árokkal való megerősítését jelentette. A gyors erődítés révén egy kettős palánkvár rendszerű, külső és belső várrészből álló végvár jött létre. A vár kapitánya palonai Magyar Bálint lett, aki elvette Lengyel Boldizsár leányát, Brigittát feleségül. Ezzel Magyar Bálint a tóti Lengyel javak kezelője vagy inkább tulajdonosa lett. Palonai Magyar Bálint, Lengyel Boldizsár és Fajszy Katalin leányának, Brigittának a férjeként Boldizsár kiskorú gyermekeinek a gyámja is lett. Ugyanakkor Brigitta és férje, Magyar Bálint gyermektelen lévén örökbe fogadták Lengyel Istvánt, Brigitta öccsét. Az örökbefogadás 1567. október 6-án történt a vasvári káptalan előtt. Ez az István Magyar Bálint halála után (1573) szigligeti várkapitány lett.
A valamikori közös családi vagyonnak számító Szigligetet és uradalmát Török Bálintnétól 1543 őszén ugyanis Boldizsár egyedül szerezte, vagy váltotta vissza. Ezután Boldizsár az 1550-ben meghalt testvérét, Gáspárt kizárta az általa visszaszerzett szigligeti uradalom jogából. A család Gáspár halála után még a birtokait is elvesztette. Lengyel Gáspár özvegye, Zakmárdy Katalin hiába fordult 1551-ben panaszával Nádasdy Tamáshoz. Neki és András, valamint Lőrinc nevű fiának szinte semmi vagyona nem maradt, mert mindenük Allya Mátyásnál, Allya Benedeknél, Lengyel Boldizsárnál és Magyar Bálintnál volt. Az özvegy minden igyekezete azonban hiábavaló volt, mert Lengyel Gáspár fiai évtizedekre, egészen 1573-ig ki lettek zárva a Lengyel javakból.

## Házassága és leszármazottjai
Feleségül vette a jómódú földbirtokos nemesi fajszi Fajszy Katalin (fl. 1542) kisasszonyt, akinek a szülei fajszi Fajszy János (fl. 1505–1523), 1505 és 1508 között, majd 1519 és 1523 között Somogy vármegye alispánja, földbirtokos és Somlyay Anna (fl. 1505–1518) voltak. Lengyel Boldizsár és Fajszy Katalin frigyéből született:
- lengyeltóti Lengyel Brigitta (fl. 1565–1577). Férje: Magyar Bálint szigligeti várkapitány, földbirtokos.
- lengyeltóti Lengyel István (fl. 1567–1581), szigligeti várkapitány, földbirtokos. Neje: dalkai Hathalmy Zsófia (fl. 1563).